# Янімягі Ендель-Йоганнес Адамович
Ендель-Йоганнес Адамович Янімягі (4 лютого 1919, муніципалітет Васце-Антсла, тепер Естонія — 1 березня 1974, місто Таллінн, тепер Естонія) — радянський естонський діяч, секретар ЦК КП Естонії. Член Бюро ЦК КП Естонії в 1953—1954 роках. Депутат Верховної ради Естонської РСР.

## Життєпис
Член ВКП(б) з 1940 року.
У 1944—1945 роках — секретар ЦК ЛКСМ Естонії.
У 1945—1948 роках — слухач Вищої партійної школи при ЦК ВКП(б).
У 1948—1951 роках — заступник завідувача відділу пропаганди та агітації ЦК КП(б) Естонії.
У 1951—1952 роках — завідувач відділу художньої літератури та мистецтва ЦК КП(б) Естонії.
У травні 1952 — травні 1953 року — секретар Тартуського обласного комітету КП(б) Естонії.
У 1953 році — завідувач відділу культури та науки ЦК КП Естонії.
20 серпня 1953 — 11 лютого 1954 року — секретар ЦК КП Естонії.
У 1954—1957 роках — заступник міністра культури Естонської РСР.
У 1957 — 22 травня 1962 року — голова Комітету радіомовлення та телебачення при Раді міністрів Естонської РСР. 22 травня 1962 — 1 березня 1974 року — голова Державного комітету Ради міністрів Естонської РСР з радіомовлення та телебачення.
Помер 1 березня 1974 року в місті Таллінні. Похований на Лісовому цвинтарі Таллінна.

## Нагороди
- орден «Знак Пошани» (1962)
- медалі